# Misirlou
Misirlou, grekiska Μισιρλού, "egyptisk flicka/kvinna", är från början en grekisk sång från rebetiko-genren, som först framfördes i Aten 1927. Sången har gjorts som cover i många musikgenrer, däribland magdansmusik och klezmer. Den har framförts som surfrocklåt av bland andra Dick Dale. Låten har också blivit känd som tema i filmerna Pulp Fiction och Taxi, och även i hiphop-covern Pump It.